# Strada statale 59 di Bisterza
La strada statale 59 di Bisterza (SS 59) era una strada statale italiana locata nel territorio appartenuto all'Italia tra le due guerre mondiali, più precisamente nel periodo tra il trattato di Rapallo del 12 novembre 1920 ed il trattato di Parigi del 10 febbraio 1947.
L'itinerario partiva da Ruppa, all'innesto con la strada statale 14 della Venezia Giulia, e passando attraverso Bisterza (allora Villa del Nevoso), raggiungeva Postumia (allora Postumia Grotte).
Nel 1947 l'intera area è passata sotto giurisdizione jugoslava. Il vecchio tracciato della SS 59 oggi si trova quasi interamente in Slovenia, con un brevissimo tratto in Croazia.

## Storia
La strada statale 59 venne istituita nel 1928 con il seguente percorso: "Innesto con la n. 14 sotto Ruppa - Bisterza - Postumia."